# Colonia Suiza (Argentina)
Colonia Suiza es una localidad del municipio de San Carlos de Bariloche, en el Departamento Bariloche, Río Negro, Argentina.
Se encuentra a unos 25 km hacia el oeste de la ciudad de San Carlos de Bariloche al pie del cerro López.

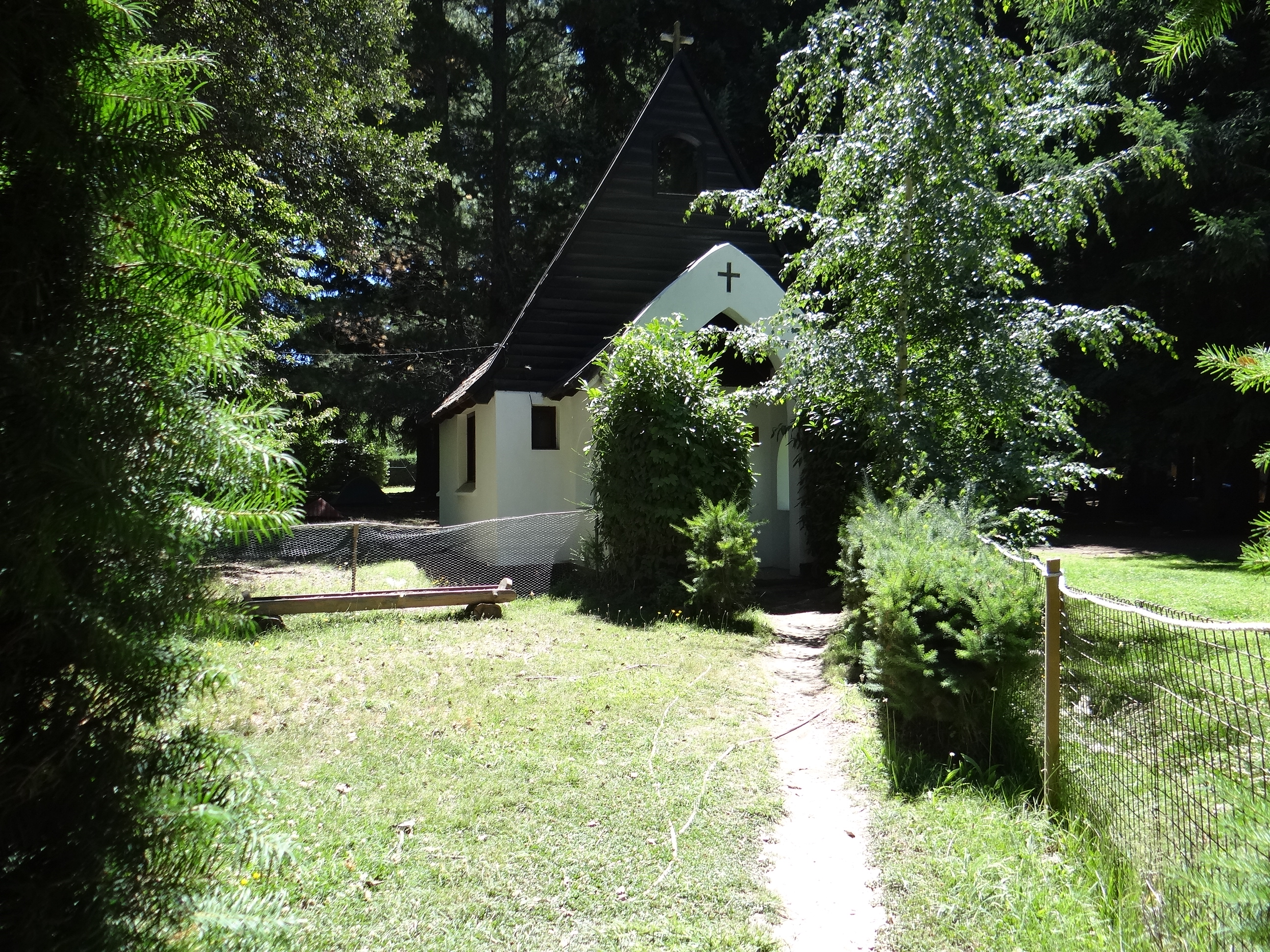
Capilla Católica Nuestra Señora del Rosario. Construida en 1958

## Historia
Hacia fines del siglo XIX, la zona fue poblada por inmigrantes oriundos del Cantón del Valais, al sur de Suiza, siendo así el primer asentamiento de suizos en la Patagonia. Los Goye, Mermoud, Cretton, Felley, Jackard, Fotthoff, Lojda y Neu fueron las primeras familias; todas francohablantes.

## Actividad comercial

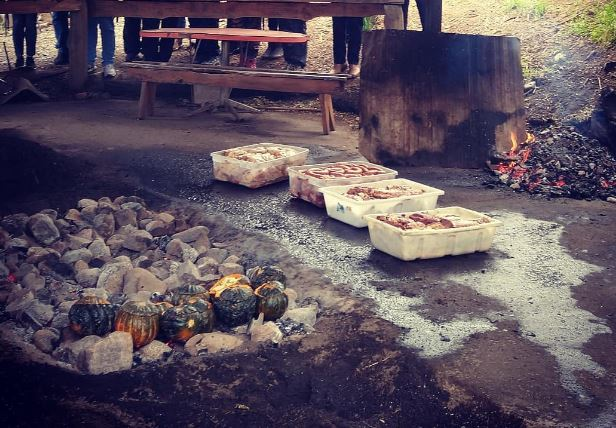
En esta imagen puede verse el comienzo de la cocción del Curanto en Colonia Suiza, Bariloche (Río Negro, Argentina)

Cuenta con sitios para pernocte y restaurantes que ofrecen servicios a los turistas que visitan la región. Se destaca la preparación de una comida denominada curanto, originaria del sur de Chile y Argentina la que los alimentos se cuecen en un hoyo excavado en el terreno, relleno de piedras calientes. También hay explotación de pequeños cultivos de frambuesas y frutas de climas fríos.[cita requerida]

## Senderismo
Una de las actividades más importantes y que atrae a turistas tanto nacionales como internacionales es el senderismo, puesto que allí comienza un sendero por el cual se puede llegar a lugares cómo el cerro Goye, la laguna Negra y los cerros Bailey Willis y López.

## Población
Contó con 150 habitantes (Indec, 2010), lo que representa un incremento del 74 % frente a los 86 habitantes (Indec, 2001) del censo anterior.
El censo 2022 registró una población de 139 habitantes que se repartieron entre 78 hombres y 61 mujeres. Sin embargo, las cifras obtenidas fueron estimativas solo teniendo en cuenta a la población en viviendas particulares; es decir, excluyendo del dato a la población institucional y las personas sin hogar. Gracias a este censo también fue posible conocer su densidad y tamaño urbano.
| Gráfica de evolución demográfica de Colonia Suiza entre 1991 y 2022 |
|                                                                     |
| Fuente: Censos nacionales del INDEC                                 |

## Referencias

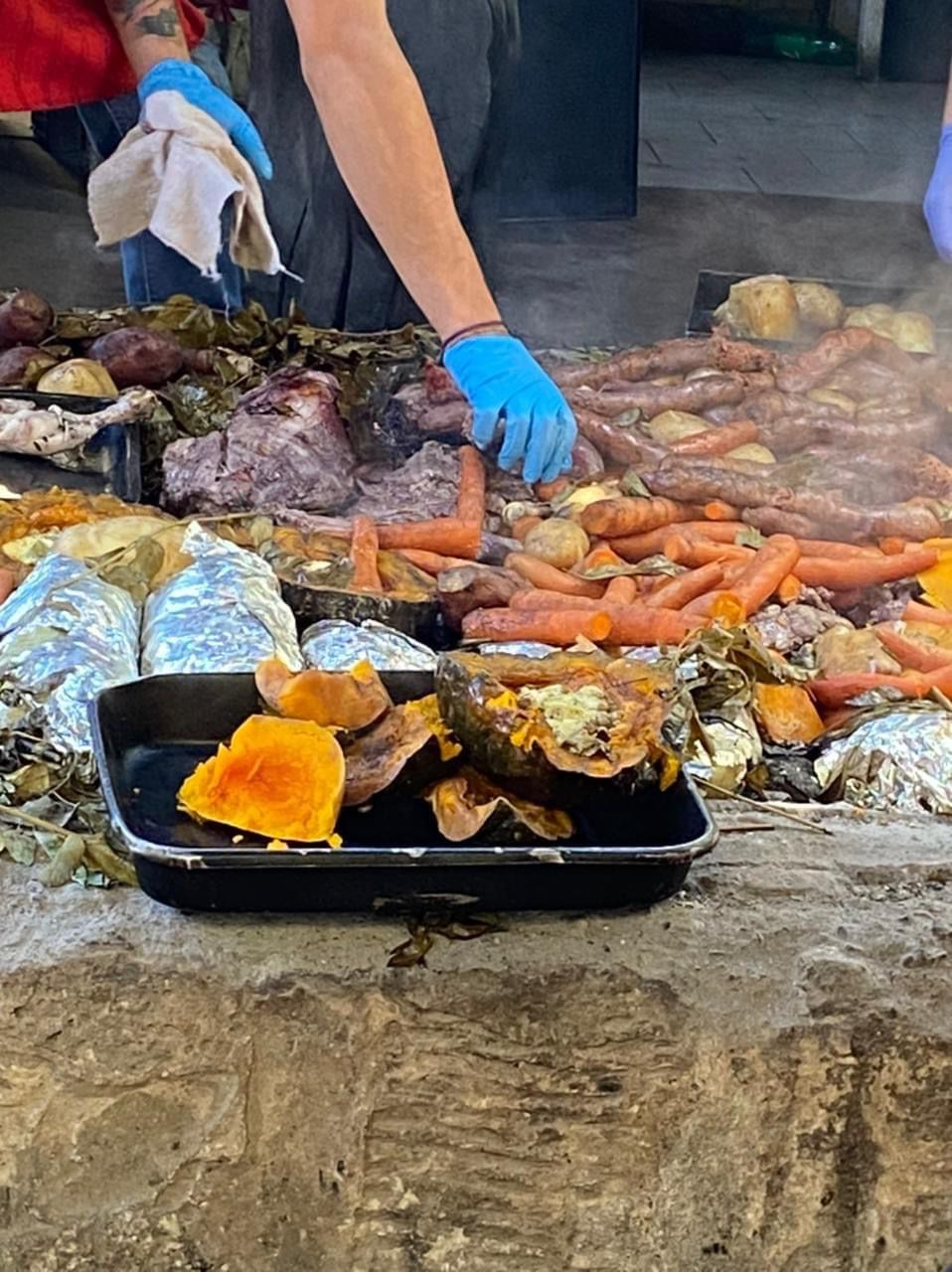
Final de la cocción del curanto y retiro de los vegetales y carne.